# Chiesa di San Maurizio (Mantova)
La chiesa di San Maurizio, sussidiaria della parrocchia di San Barnaba, è situata in Via Chiassi a Mantova.

## Storia
Fu aperta al pubblico nel 1616. Il progetto e la supervisione dei lavori, iniziati nel 1609, fu affidata dai Teatini, ordine religioso titolare dell'annesso convento, all'architetto Antonio Maria Viani, prefetto delle fabbriche ducali gonzaghesche. Tra il 1726 e il ’31, probabilmente sotto la direzione tecnica del ticinese Giovanni Maria Borsotto viene completata la chiesa con facciata e cupola. Durante l'occupazione francese la chiesa, precedentemente dedicata ai Santi Maurizio e Margherita, divenne, dal 1808 al 1814, parrocchia militare con il titolo non casuale di San Napoleone. Con il ritorno degli austriaci la chiesa acquistò l'intitolazione al solo San Maurizio e fu aggregata alla parrocchia di San Barnaba, la cui chiesa omonima si trova nella stessa via Chiassi. Nel 1957, anche in conseguenza dei danni prodotti dai bombardamenti della seconda guerra mondiale, venne chiusa al culto. L'ex convento adiacente, fu trasformato in caserma già nel corso dell’Ottocento ed è attualmente sede del Comando Provinciale dei Carabinieri.

## Descrizione
La facciata in stile barocco è decorata da quattro statue in pietra calcarea che rappresentano San Maurizio, Santa Caterina di Antiochia, San Paolo e Santa Margherita.
L'interno è a navata unica con tre cappelle per ognuno dei due lati e con una cupola ellittica. Ospita importanti quadri e tele secentesche di autori d'indubbio valore come Giuseppe Bazzani, Ludovico Carracci, Jacob Denys, Frans Geffels, Lorenzo Garbieri. Nella prima cappella a sinistra si trova la lapide che copriva la tomba di Giovanni delle Bande Nere, morto a Mantova nel 1526.

### Sepolti illustri
Qui venne sepolto Vincenzo II Gonzaga (†1627), settimo duca di Mantova.

### Opere d'arte
Tra i dipinti conservati nella chiesa di San Maurizio si segnalano: 
- Ludovico Carracci, Il Martirio di Santa Margherita, pala d'altare, (1616).
- Frans Geffels, 'Esaltazione della Croce.
- Jacopo Borbone, Annunciazione.
- Lorenzo Garbieri, Martirio di Santa Felicita, (1580-1654).
- Lorenzo Garbieri, Strage dei Figli di Santa Felicita.
- Jacob Denys, sette grandi tele laterali del presbiterio, tra queste l'Apparizione della Madonna col Bambino ai Santi Margherita e Maurizio ed a i Beati dell'Ordine Teatino.
- Autore incerto, Madonna con Bambino San Maurizio e Santa Margherita.